# Tarese valdarno
La Tarese valdarno (o Tarese del valdarno) è un prodotto tradizionale toscano. Viene ancora preparato dai norcini del Valdarno superiore, tra Arezzo e Firenze, in ridotte quantità e secondo il metodo tradizionale con la tecnica tipica della pancetta tesa, ma è un prodotto a rischio dato che difficilmente si riescono a trovare maiali delle dimensioni e del peso richiesto per questo tipo di prodotto. Per questo e altri motivi, la Tarese è stata introdotta tra i presidi di Slow Food.

## Caratteristiche
La Tarese valdarno è un salume di carne di suino di notevoli dimensioni: 70 x 90 cm, può arrivare a pesare oltre i 20 kg. Le dimensioni caratteristiche sono date dal taglio, che comprende quasi la metà dell'animale, dalla pancia all'arista, coscia e spalla escluse, ma soprattutto dall'uso di maiali adulti e di grosse dimensioni, compresi tra i 180 e i 210 kg.
La Tarese valdarno ha un gusto profondo e delicato. La lenta maturazione conferisce al grasso finezza e morbidezza con note aromatiche eleganti e persistenti, mentre la parte magra dell'arista esprime tutta la sua complessità ed unicità.
A tavola, la Tarese valdarno si dimostra un salume di grande duttilità ed utilizzo: può essere consumata cruda, se ben stagionata, accompagna al classico pane senza sale toscano, ma può anche essere usata in cucina per foderare pasticci, arrotolare involtini, come base per soffritti e all'interno di qualunque ripieno. Si può consumare anche grigliata fresca, in questo caso ben accompagna la zuppa di fagioli Coco nano e zolfino.
Come vino, in abbinamento alla Tarese valdarno si può bere un rosso giovane e profumato, poco tannico, come un Chianti Colli Aretini, oppure un altro rosso locale.

## Preparazione
La lavorazione si sviluppa in varie fasi. 
In un primo momento, la parte centrale della carne viene disossata e rifilata. 
La carne è poi massaggiata con una mistura di pepe, aglio rosso macinato grossolanamente, ginepro e altre spezie, secondo una ricetta tenuta segreta e che varia da produttore a produttore. Il pezzo così aromatizzato viene messo sotto sale grosso. Dopo la salatura, che varia a seconda della grandezza del pezzo e che dura in genere circa tra 10 e i 15 giorni, la Tarese viene ripulita, lavata e nuovamente frizionata con una mistura di spezie agliate, e posta in cella o altro luogo fresco di stagionatura per un periodo variabile dai 60 ai 90 giorni.

## Zona di produzione
La Tarese valdarno viene prodotta dai norcini presenti nell'area del Valdarno in provincia di Arezzo, in particolare nel territorio dei comuni di Montevarchi, San Giovanni Valdarno, Bucine, Terranuova Bracciolini e Loro Ciuffenna.

## Consorzio di tutela
La Tarese valdarno viene tutelata normativamente dal Ministero delle politiche agricole alimentari e forestali, sul territorio dall'Associazione produttori Tarese del valdarno e dal Presidio Slow Food.